# Лъвове от Розентал
Лъвовете от Розентал (на немски: Lev von Rosental или на чешки: Lev z Rožmitála) е чешки пански род, водещ потеклото си от големия старочешки род Бузич. Тяхното име произхожда от замъка в град Рожмитал под връх Темсенем.

## Хералдика
Щит разделен от кръст. В първия и четвъртия квадрат глави на глиган на златен фон, във втория и в третия квадрат изправени златни лъвове на син фон. Понякога в първи квадрат се разполага изправен златен лъв. В трети квадрат се наблюдава в някои от гербовете на рода и стрелата на рода Стракониц, вместо изправен златен лъв.

## История на рода
Това семейство произхожда от древния род Бузич (Buzický z Buzic) – Бойляри, сродени с представители на княжески славянски родове. В изследванията си относно Именника на клана на Атила от Империята на хуните изследователката на старохуно-чувашки език, Омелия Притчак дава заключение, че ако религиозният суфикс ‘sig’ се комбинира с хунската дума ‘Buz’, би се превело като „Мъжете приличащи/биещи се като глигани“, което е и символ, закодиран в герба на фамилията. В допълнение изследователката смята, че придвижването на славяните при тяхното разселване из Европа е осъществено под лидерството на хунска управляваща върхушка, чийто език се е стопил в славянския.
Най-голяма власт родът притежава през 16. век. В дните на управлението на крал Юрий Подебрад, на крал Владислав II на Унгария и неговия наследник крал Лайош II на Унгария, те са били едно от най-влиятелните семейства в Кралство Бохемия.
Родът изпада в немилост след възкачването на престола на Бохемия на династията на Хабсбургите през 16. век.
Последен опит за съхраняване на властта на рода е женитбата на правнука на кралица Анна фон Розмитал – Адам I фон Храдек с правнучката на Барон Ярослав Лев фон Розмитал – Анна фон Розмитал и Блатна.
Родът губи своето влияние и се мести от Бохемия в Моравия, а по-късно в Силезия и накрая става и част от емигрантската вълна към Полша, състояла се след битката през 1620 година при Бела Планина и победата на император Фердинанд II. След последвалите масови екзекуции и гонитби на хусисти в Чехия родът емигрира. В 1623 г. страната напускат 12 хиляди души, а в 1628 г.- 36 хиляди семейства. В голяма част от владенията на „еретиците“ се възползва църквата: пражкият архиепископ кардинал Харрах получил и поместията Рожмитал. В 1627 година са екзекутирани и братята Ян и Сденек Лев фон Розмитал за участието им в селските бунтове.
Родът освобождава от зависимост и дава права на бюргерите си още в 16 век. В началото на 19 век родът участва в полските въстания в Украйна. В края на 19 век, представителят на рода Август фон Розентал, за опита си да даде права на крепостните си селяни в Киевска губерния, лежи със смъртна присъда в Петро-Павловската крепост в Петербург и след като изпълнението на присъдата е отменено, е заточен в Сибир. В началото на 20 век представител на рода участва в изписването на катедралния храм Александър Невски и загива в Балканската война, а друг, поет и революционер оставя костите си в Илинденско-Преображенското въстание.
Родът има представители дипломати, преводачи, поети, художници, юристи, медици, хуманисти и революционери. Дипломатическите усилия на този род през 15. век водят до създаване на нова, несрещаща се дотогава концепция, заменяща средновековната Свещена Римска империя начело с император и духовен пастир папата, с концепция за Общност на свободни европейски принцове, предшестваща разбирането за съвременната Европейска общност. Представител на рода през 15. век прави първия регистриран в чешката история коледен подарък – настолен превод на Новия завет. Отново в този период друг представител осъществява първия превод на „Декамерон“ на Букачо в Чехия. Родът има представител и в лицето на една кралица на Бохемия.